# Śluzicokształtne
Śluzicokształtne (Myxiniformes) – monotypowy i jedyny rząd bezszczękowców z gromady śluzic (Myxini), obejmujący blisko 80 gatunków.

## Systematyka
Do Myxiniformes zaliczana jest rodzina:
- Myxinidae – śluzicowate[5]